# 穂積百足
穂積 百足（ほづみ の ももたり）は、飛鳥時代の人物。姓は臣。穂積咋の子で、子に虫麻呂がいたとする系図がある。
672年の壬申の乱で、大友皇子（弘文天皇）のために倭京で兵を集めている際、敵兵に殺された。

## 経歴
壬申の年の6月に大海人皇子（天武天皇）が挙兵したことを知った近江大津宮の朝廷は、各地に使者を派遣して鎮圧のための軍を興させた。このとき倭京への使者にたったのが、穂積百足とその弟穂積五百枝、物部日向であった。ここでいう倭（やまと）は大和国のことで、倭京とは飛鳥にあった古い都をいう。そこには留守司として高坂王がおり、ともに軍の編成に携わった。その陣営は飛鳥寺の西の槻の下にあった。
しかしこのとき、倭では大伴吹負が大海人皇子のために数十人の同志を得て戦う準備を進めていた。吹負は別の留守司である坂上熊毛と相談して、吹負が外から高市皇子を名乗って近づき、熊毛が内応するという計画を立てた。高市皇子はその頃美濃国にあって大海人皇子のために軍を編成していた。それが早くも倭に現れたと虚報を流そうというのである。
6月29日、吹負らは飛鳥寺の西の槻の下の陣営に入り、内応を得て軍の指揮権を乗っ取った。そのとき百足は小墾田の兵庫（武器庫）にあって、武器を近江国に運ばせていた。吹負は高市皇子の命だと言って百足を呼び寄せた。百足は馬に乗ってゆっくり近づき、飛鳥寺の西の槻の下に来た。ある人に「馬から下りよ」と言われたが、下りる動作も遅かった。襟をつかまれて引きずりおろされ、一本の矢を射当てられ、刀で斬り殺された。かくして倭京の軍は大海人皇子の側に寝返った。